# 배위 화합물

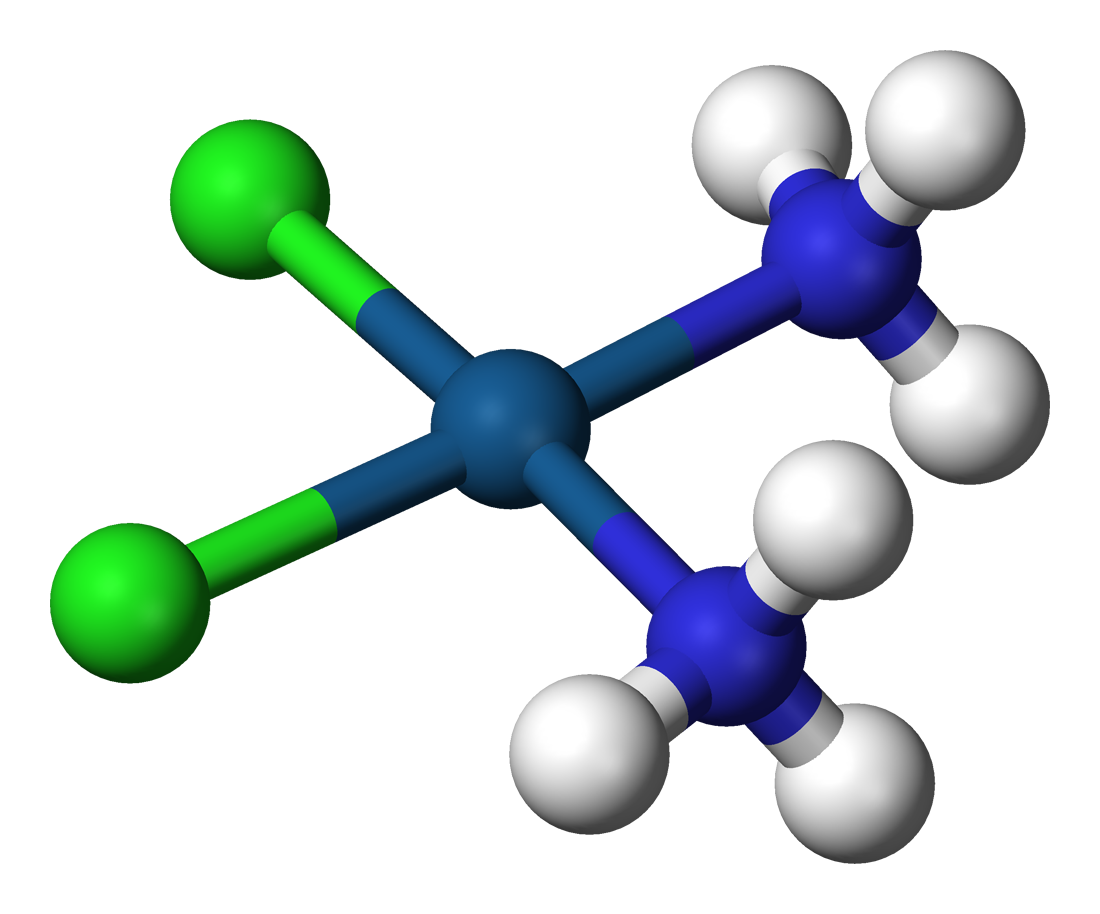

배위화합물(配位化合物, 영어: coordination compound)은 착화합물이라고도 하며 비어있는 오비탈이 많은 중심 금속 이온에 리간드의 고립전자쌍이 배위결합을 통해 형성된다. 중심금속은 주로 원자번호 21번~ 30번의 전이금속이다. 리간드는 중성분자나 이온이 될 수 있다. 중심금속은 루이스 산, 리간드는 루이스 염기로 작용한다. 착화합물의 이온인 착이온(complex ion)은 금속 이온과는 또 다른 성질을 가지는 이온이다. 착이온의 형성상수는 10의 수 제곱 정도로 매우 크기 때문에 중심금속이 단독으로 이온상태로 이온으로 있기보다 착이온을 형성하여 안정해지려 한다.
화학 결합의 하나로, 공유 결합의 일종이다. 공유 결합은 상호 간의 전자공유가 일어나지만, 배위 결합의 경우 한쪽 원자에서 전자쌍을 일방적으로 제공하는 형태로 결합을 형성한다. 다시 말하자면, 비공유 전자쌍을 지닌 배위자(루이스 염기)가 전자가 부족한 양이온(루이스 산)에게 전자쌍을 주면서 형성되는 결합이다. 일반적으로, 공유 결합이 비금속 간의 결합을, 금속 결합이 한 금속 양이온 간의 결합을 일컫는다면 배위 결합의 경우 금속 양이온을 중심으로 하고 배위자가 둘러싸는 착화합물을 설명하는 데 사용된다. 수소이온(H+)과 암모니아(NH3)로 이루어진 암모늄이온(NH4+)은 배위결합을 통한 공유결합을 하고 있다. 전체적으로 전자 한개가 부족한 1가 양이온 상태이며, 성질은 알칼리 이온과 비슷하다.
위의 화합물은 배위결합이지만 배위화합물을 의미하지는 않는다. 배위화합물은 중심이 되는 원자(주로 금속이온)에 몇개의 이온 또는 분자가 배위결합을 하고 있는 화합물이다.
배위화합물(Coordination compound)은 중심의 금속이온에 리간드가 결합된 착화합물과 같으며, 중심 금속이온은 전형금속원소나 전이금속원소 모두 가능하다. 다만 원자번호 21~30번의 전이금속원소는 독특한 색이 있고, 자성이 있으며, 촉매나 의약품으로 사용되는 특성이 있다.
배위화합물의 중심원소인 착이온은 루이스 산, 리간드는 루이스 염기로 작용하고, 금속이온이 착이온을 형성하는 이유는 단독으로 존재할때보다도 안정하기 때문이며, 금속이온들과는 또다른 성질을 가진다.
금속 암민 착화물(Metal ammine complex)은 금속에 한개이상의 암모니아(NH3)와 리간드(결합)된 형태의 화합물이다. 거의 모든 금속이 암모니아와 리간드 결합이 가능하지만, 특히 Cr(III), Co(III), Ni(II), Cu(II)와 백금 등의 금속과 리간드 결합을 할때를 의미한다.
착이온화합물의 기하학적 구조에서 배위수가 2일 때는 선형구조를 띄고 주로 d10의 전자배치를 가지는 금속이온에서 많이 생긴다. 배위수가 4일 때는 사각평면이나 사면체의 구조를 띄게 된다. 특히, 사각평면의 구조는 주로 d8 전자 배치를 지닌 금속이온, 예를 들어 Pd2+, Pt2+에서 많이 생긴다. 사면체 구조의 착이온들은 기하이성질체가 존재할 수 없지만 광학이성질체는 가능하다. 배위수가 6인 것은 가장 흔한 착이온의 형태이고 팔면체 구조를 취한다.
리간드 배열은 고정될 수 있으나, 안정한 다른 반응에 의해 여러 가지 형태의 이성질체를 만들게 된다.
배위화합물은 크게 네 가지 이성질체가 존재하는데, 하나는 시스(cis-)이다. 리간드가 180° 다른 방향은 트랜스(trans-)이다. 즉, 리간드가 서로 같은 방향인 시스(cis-), 다른 방향인 트랜스(trans-)는 종종 다른 물리적 특성을 가진다.
서로 마주보듯 한쪽 면을 차지하는 것을 면이성질체(facial isomer, fac-), 금속원자를 통과하는 평면을 서로 차지하는 것을 자오선이성질체(meridional isomer, mer-)라고 한다.
이밖에도 광학이성질체, 구조이성질체가 존재한다.
배위화합물(특히 전이금속 착화합물)은 광학활성이 존재하므로 광학이성질체가 흔히 존재한다. 킬레이트 화합물(chelate compound)은 보통 유기화합물에서 많은데, 금속이온과 두개이상의 리간드가 배위결합한 화합물이다. 각각의 구조와 성질에 따라 여러 가지 용도로 활용이 되는 특성을 가진다.
불안정한 반결합상태인 LUMO결합이 있다. 시그마결합은 일반적인 배위결합으로 금속(M)은 전자받게(acceptor)가 된다. 하지만 파이역결합은 금속(M)이 전자주게(donor)가 된다.
배위결합은 시그마결합처럼 금속(M)측의 비어있는 전자궤도와 상호작용하며 전자가 주어지며 결합한다. 하지만 역배위결합(backbonding)은 반대로 금속(M)측의 고립전자방향으로 상대원소의 비어있는 전자궤도에 전자를 주며 역결합한다.
전이금속화합물은 간혹 역배위결합(backbonding)이 일어나기도 한다. 일산화탄소는 전이금속과 잘 결합하는데, 일산화탄소, 니트로소디움, 에틸렌 등은 역배위결합을 통해 오히려 안정한 결합을 한다.

## 배위수
배위수란 중심금속과 리간드의 결합수, 즉 중심금속이 제공받는 비공유 전자쌍의 개수를 말한다. 배위수와 리간드의 수는 다르다. 왜냐하면 리간드 중 자신이 가진 여러개의 비공유 전자쌍이 배위결합에 참여하는 것도 있기 때문이다.
한자리 리간드에는 {\displaystyle {\ce {H2O}}}, {\displaystyle {\ce {CN-}}}, {\displaystyle {\ce {SCN-}}}, 할로겐{\displaystyle {\ce {X-}}}, {\displaystyle {\ce {NH3}}}, {\displaystyle {\ce {NO2-}}},  {\displaystyle {\ce {OH-}}}등이 있다.
두자리 리간드에는 {\displaystyle {\ce {CO3^2-}}}, {\displaystyle {\ce {C2O4^2-}}}, 에틸렌다이아민(Ethylenediamine, en) 등이 있고 여섯자리 리간드에는 EDTA(Ethylenediaminetetraacetic acid)가 있다.
배위수는 금속 이온의 크기, 전하, 전자 배치에 따라 두 개에서 여덟 개까지 다양한데, 6배위가 가장 흔하고 그 다음이 4배위, 2배위 순이다. 6배위 착물은 팔면체 구조, 4배위 착물은 사면체나 사각평면 구조, 2배위 착물은 선형 구조를 형성한다.

## 역사
배위화합물은 현대 화학이 시작된 이래로 알려져 왔다.  초기 잘 알려진 배위화합물은 Prussian blue 같은 염료를 포함한다. 그들의 특성은 Christian Wilhelm Blomstrand의 1869년 연구 이후 1800년대 후반에 처음으로 잘 이해되었다. Blomstrand는 착이온 chain 이론으로 알려져온 것을 발전시켰다. 이 이론은 배위화합물이 형성되는 이유는 용액에서 이온이 암모니아 사슬을 통해 결합되기 때문이라고 주장했다. 그는 이 효과를 다양한 탄수화물 체인이 형성되는 방식에 비유했다. 이 이론에 이어 덴마크의 과학자 Sophus Mads Jørgensen이 이를 개선했다. 그의 이론에서, Jørgensen은 분자가 용액에서 분리될 때 두 가지 가능한 결과가 있다고 주장했다. 즉, 이온들은 Blomstrand가 설명한 암모니아 사슬을 통해 결합되거나 이온들은 금속과 직접 결합될 것이다. 1893년이 되어서야 오늘날 가장 널리 받아들여진 이론이 Alfred Werner에 의해 발표되었다. Alfred Werner의 연구는 Blomstrand 이론에 대한 두 가지 중요한 변화를 포함했다. 첫째는 Alfred Werner가 두 가지 다른 이온 가능성을 조정 영역에서 위치 측면에서 설명했다는 것이다. 그는 이온이 사슬을 형성한다면 이는 배위권 밖에서 일어나는 반면 금속과 직접 결합되는 이온들은 조정 영역 내에서 일어날 것이라고 주장했다. 그러나 Alfred Werner의 가장 중요한 발견 중 하나에서 그는 사슬 이론의 대다수를 반증했다. Alfred Werner는 복잡한 육각류 코발트의 형성에 관여하는 인대의 공간적 배치를 발견할 수 있었다. 그의 이론은 화합물에서 조정된 리간드와 전하 밸런싱 이온의 차이를 이해할 수 있게 하고, 예를 들어 코발탐민 염화물의 염화 이온을 이해할 수 있게 하고, 이전에는 설명할 수 없었던 이소체의 많은 부분을 설명할 수 있게 한다. 1914년 Alfred Werner는 헥솔이라 불리는 배위 화합물을 광학 이소체로 분해하여 탄소 화합물만이 음색을 가질 수 있다는 이론을 뒤집었다.

## 리간드
중심 금속 이온에 전자쌍을 제공하여 배위 결합을 형성하는 물질로, 중성분자 또는 음이온이다. 배위자라고도 한다. 하나의 중심 금속 이온과 몇 개의 결합을 형성하느냐에 따라 리간드의 자리 수가 결정된다. 결합을 한 개 형성하면 한 자리(monodentate), 두 개면 두 자리(bidentate), 그 이상이면 여러 자리(polydentate) 리간드라 한다. 특히 두 자리 이상 리간드를 킬레이트(chelate)라 부른다.

## 착이온의 자기성
리간드가 중심금속에 접근할 때, 오비탈의 에너지는 공통적으로 증가한다. 다만 오비탈의 모양에 따라서 증가하는 정도가 달라진다. 팔면체 착물을 예로 들어 설명하자면, 리간드가 x,y,z축에서 각각 접근할 때 리간드와 정면으로 반발하는 d x^2-y^2와 dz^2오비탈(eg)은 상대적으로 에너지 증가량이 크고, 리간드 사이사이에 위치한 dxy, dxz, dyz오비탈(t2g)은 상대적으로 에너지 증가량이 적다. 이때 t2g와 eg의 에너지 차가 팔면체 착물의 결정장 갈라짐 에너지(△o)이다.
이제 이 d 오비탈들에 전자를 채워야 하는데, 에너지가 낮은 t2g에 먼저 홀전자를 모두 채운 뒤 다음 전자를 채우기 위해서는 에너지가 필요하다. 센 장(strong field)에서 [4] 전자는 △o를 극복하지 못하고 t2g에 채워지는데, 이처럼 홀전자 수가 최소가 되도록 전자가 채워지는 t2g것을 저스핀(low spin)이라 한다. 반대로 약한 장(weak field)에서는 전자가 고스핀(high spin)으로 보다 에 채워지는 것이 더 안정하다.
위의 설명을 바탕으로 착이온의 자기성을 설명할 수 있다. 팔면체 착물을 형성하는 의 d 오비탈에 저스핀 또는 고스핀으로 전자를 채워보자. 저스핀으로 채우면 홀전자가 없으므로 반자성을 띤다. 반면 고스핀으로 채우면 4개의 홀전자가 있으므로 상자성을 나타낸다.
결정장 갈라짐 에너지의 크기에 영향을 미치는 요인으로는 리간드, 금속 이온의 전하량, 금속의 종류, 그리고 입체 구조가 있다.
1. 리간드의 분광화학적 계열은 다음과 같다.
( I - < Br- < Cl- < F- < OH- < H20 < SCN- < NH3 < en < NO2- < CN- < CO )오른쪽에 있을수록 강한장 리간드인데, 강한장 리간드일수록 △값이 크고 최대 흡수 파장(λ)이 짧다.
2. 금속 이온의 전하량이 클수록, 즉 산화수가 클수록 리간드가 금속 이온에 더 가까이 끌려가므로 리간드가 d 오비탈과 더 강하게 반발한다. 따라서 금속 이온의 전하량이 클수록 △값이 크다.
3. 같은 족 금속에서, 그 크기가 클수록 d 오비탈과 리간드의 겹침이 커져 △값이 증가한다.
4. 사면체(△t) < 팔면체(△o) < 사각평면(△sp) 순으로 △값이 크다.
사면체의 경우 리간드와 정면으로 충돌하는 d 오비탈이 없어 △값이 팔면체의 약 4/9 정도 크기로 매우 작다. 따라서 항상 약한 장(고스핀)이 된다.
사각평면의 리간드 배열은 팔면체에서 z축 상의 리간드를 제거한 것으로 생각할 수 있다. 이때dz^2의 에너지는 크게 낮아지고 dx^2-y^2의 에너지는 가장 높아진다.

## 착이온의 색깔
착이온의 색깔은 d 전자가 갈라진 d 오비탈 사이를 이동하기 때문에 나타난다. 특정 착이온의 △값에 해당하는 파장의 빛을 제공하면 d 전자가 들뜨게 되고, 착이온은 흡수된 파장의 보색에 해당하는 색깔을 나타낸다. 특히 대부분의 팔면체 착물이 색을 나타내는 이유는 △값이 가시광선 영역의 에너지에 해당하기 때문이다.

## 결정장 이론
금속과 리간드의 결합을 정전기적 인력(이온결합)으로 해석한다. 리간드의 비공유 전자쌍과 겹치는 d오비탈의 에너지 준위가 높아져 5개의 d 오비탈의 에너지 준위가 달라진다. 결정장 갈라짐 에너지는 중심금속 종류, 산화수, 리간드, 배위수 구조에 따라 달라진다. 강한장 리간드일수록 결정장 갈라짐 에너지가 크고 저스핀 화합물이 된다. 또한 중심금속이 결정장 안정화 에너지에 해당되는 에너지의 빛을 흡수하는데 이는 주로 가시광선 영역의 빛에 해당되고 따라서 착이온은 색을 띄게 된다.

## 착이온의 기하구조
배위수가 2일 때는 선형구조를 띄고 주로 d10의 전자배치를 가지는 금속이온에서 많이 생긴다. 배위수가 4일 때는 사각평면이나 사면체의 구조를 띄게 된다. 특히, 사각평면의 구조는 주로 d8 전자 배치를 지닌 금속이온, 예를 들어 Pd2+, Pt2+에서 많이 생긴다. 사면체 구조의 착이온들은 기하이성질체가 존재할 수 없지만 광학이성질체는 가능하다. 배위수가 6인 것은 가장 흔한 착이온의 형태이고 팔면체 구조를 취한다.

## 배위화합물 명명법
중심 금속이 1개인 배위화합물의 경우,
화학식에 표시된 순서로 리간드의 이름을 적은 후에 금속의 이름을 붙여서 나타낸다.
( 그러나 화학식을 표시하는(나타내는) 순서에 대한 설명은 없다. )
( 영문 명명법: 다른 종류의 리간드들이 배위되어 있는 경우 리간드 이름의 알파벳순으로 순서를 정한다. )
같은 리간드가 여러 개인 경우에는 리간드의 이름에 수 접두사를 붙여서 나타낸다.
치환된 리간드는 괄호로 묶는다.
음이온 먼저 명명하고, 양이온을 명명한다.
( 이온결합 화합물 명명법과 동일.)
착이온은 리간드 먼저 명명하고, 중심 금속을 명명한다.
( 2종류 이상 리간드는 영문명 알파벳순으로 명명한다. )
음이온 리간드는 영문명 어간에 –o를 붙인다.
({\displaystyle {\ce {Cl^-}}}: 염화, chloride ---> 클로로, chloro )
( {\displaystyle {\ce {CN^-}}}: 시안화, cyanide ---> 시아노, cyano )
중성 리간드는 분자 이름과 같다.
( 예외: {\displaystyle {\ce {H2O}}}, 아쿠아; {\displaystyle {\ce {CO}}}, 카르보닐; {\displaystyle {\ce {NH3}}}, 암민 )
2개 이상 리간드는 리간드 앞에 디(di-), 트리(tri-), 테트라(tetra-) 등의 그리스어 접두사를 사용한다.
리간드에 그리스어 접두사가 이미 붙어있으면, 비스(bis), 트리스(tris), 테트라키스(tetrakis) 등의 접두사를 사용한다.
중심 금속의 산화수는 괄호 속 로마숫자로 나타낸다.
음이온 착물에서 중심 금속의 이름은 산(-ate)으로 명명한다.
( 크로뮴, chromium ---> 크로뮴산, chromate )
( 구리, copper ---> 구리산, cuprate )
( 아연, zinc ---> 아연산, zincate )

## 안정상수
리간드에 대한 금속 이온의 친화력은 안정 상수로 설명되며, 형성 상수라고도 하며, 기호 Kf로 표시된다. 그것은 구성 금속과 리간드로부터 조립을 위한 평형 상수로서, 간단한 경우에 대한 다음 예에서와 같이 그에 따라 계산할 수 있다.
(X)Metal(aq) + (Y)Lewis Base(aq)  ⇌ (Z)Complex Ion(aq)
.........................[complex ion]^z
kf = ---------------------------------
............[metal ion]^x[lewis base]^y

여기서 X, Y, Z는 각 종의 확률계수다. 형질 상수는 매우 다양하다. 큰 값은 시스템이 평형 상태일 경우 금속이 리간드에 높은 친화력을 가지고 있음을 나타낸다.
때때로 안정성 상수는 불변의 상수라고 알려진 다른 형태로 될 것이다. 이 상수는 형성의 상수의 역수로 표현되며, Kd = 1/Kf로 표시된다. 이 상수는 복잡한 이온이 각각의 금속과 리간드 성분으로 분해되는 역반응을 나타낸다. Kd에 대한 값을 비교할 때 값이 클수록 복잡한 이온이 불안정해진다.
용액에서 이러한 복잡한 이온이 형성됨에 따라 그것들은 또한 다른 화합물의 용해성에 중요한 역할을 할 수 있다. 복잡한 이온이 형성되면 용액 내의 성분들의 농도를 변화시킬 수 있다.
다음의 예를 살펴보자
Ag+(aq) + 2NH4OH(aq) ⇌ Ag(NH3)+2 + H2O
AgCl(s) + H2O(l) ⇌ Ag+(aq) + Cl−(aq)
이러한 반응이 모두 동일한 반응 용기에서 발생한 경우, Diammine Argentum(I) 복합체의 형성은 용액으로부터 자유 은 이온의 상당 부분을 소비하기 때문에 염화은의 용해도가 NH4OH의 존재에 의해 증가될 것이다. 르 샤틀리에의 원리에 따르면, 이것은 은이온을 생산물로 하는 염화은의 용해에 대한 평형반응을 우측으로 이동하게 한다.
이 새로운 용해성은 원래의 반응에 대한 Kf와 Ksp의 값을 고려하여 계산할 수 있다. 용해성은 기본적으로 두 개의 분리된 평형반응을 하나의 조합된 평형반응으로 결합함으로써 발견되며, 이 복합반응은 새로운 용해도를 결정하는 반응이다. 따라서 새로운 용해성 상수인 Kc는 다음과 같이 표시된다.
kc=ksp*kf

## 배위화합물의 활용
금속은 단지 배위화합물로만 용액에 존재하며, 이 종류의 화합물은 다양한 방법으로 유용하다.

-바이오 무기화학
생물 무기 화학 및 생체 공학 화학에서 배위화합물은 구조 또는 촉매 기능을 수행한다. 단백질의 약 30%는 금속 이온을 포함하고 있다. 그 예로는 헤모글로빈 속의 헤메군, 사이토크롬, 엽록소의 염소군, 소화에 중요한 수산화효소인 카르복시펩티다아제 등이 있다. 또 다른 복잡한 이온 효소는 세포의 폐수소를 과산화수소로 분해하는 촉매제다.

-산업
균질 촉매제는 유기물 생산을 위한 배위화합물의 주요 응용이다. 과정에는 수소화, 수산화, 산화 등이 있다. 한 예로 티타늄 트리클로로이드와 트리에틸알루민늄의 조합은 에틸렌과 프로필렌의 중합화에 사용되는 지글러-나타 촉매제를 발생시켜 섬유, 필름, 플라스틱으로 상업적으로 매우 중요한 폴리머를 제공한다.
니켈, 코발트, 구리는 복잡한 이온이 포함된 수증기적 공정을 이용하여 추출할 수 있다. 그들은 암민 콤플렉스로서 그들의 광석에서 추출된다. 금속은 또한 복잡한 이온의 선택적 강수와 용해성을 사용하여 분리될 수 있다. 시안화물은 주로 광석에서 금과 은을 추출하는 데 사용된다.
프탈로시아닌 콤플렉스는 색소의 중요한 종류다.

-분석학
한 때, 금속의 존재를 확인하기 위해 배위화합물을 사용했다. 질적 무기 분석은 크게 원자 흡수 분광 분석(AAS), 유도 결합 플라스마 원자 방출 분광 분석(ICP-AES), 유도 결합 플라스마 질량 분석(ICP-MS)과 같은 기악 분석 방법으로 대체되었다.

## 같이 보기
- 활성화 착물(activated complex)

## 참고 문헌
David W. Oxtoby. 《Principles Modern Chemistry 6E/Oxtoby, Gillis, Campion》. ISBN 978-89-92603-08-9.
참고한 페이지
t펭/blog.naver.com/applepop/221199000371
https://ywpop.tistory.com/10359